# Modesto
|  | Aquest article tracta sobre el municipi de Califòrnia. Si cerqueu altres significats, vegeu «Modesto (Illinois)». |

Modesto és una ciutat ubicada al Comtat de Stanislaus a Califòrnia, Estats Units d'Amèrica, de 211.156 habitants segons el cens de l'1 de gener del 2009 i amb una densitat de 2.037,4 per km². Modesto és la 16a ciutat més poblada de l'estat i la 101a ciutat més poblada del país. Es troba a uns 150 quilòmetres a l'est de San Francisco i a uns 110 al sud de la capital de Califòrnia, Sacramento. L'actual alcalde és Jim Ridenour.

## Persones notables
- Jeremy Renner. Actor i músic.

## Ciutats agermanades
- Aguascalientes, Mèxic
- Khmelnitski, Ucraïna
- Kurume, Japó
- Vernon, Canadà
- Vijayawada, Índia